# 奧爾福德 (麻薩諸塞州)
奧爾福德（英語：Alford）是一個位於美國麻薩諸塞州伯克夏縣的鎮。

## 人口
根據2020年美國人口普查的數據，奧爾福德的面積為29.90平方千米，當中陸地面積為29.80平方千米，而水域面積為0.10平方千米。當地共有人口486人，而人口密度為每平方千米16人。